# Valerij Fokin
Valerij Vladimirovič Fokin (in russo Валерий Владимирович Фокин?; Mosca, 28 febbraio 1946) è un regista teatrale russo.
È il direttore artistico del teatro Aleksandrinskij di San Pietroburgo e il presidente del Centro Meyerhold a Mosca. Fokin è stato insignito di quattro titoli onorari dello stato russo.

## Biografia
Fokin è nato a Mosca nel 1946. Dopo aver terminato gli studi all'Istituto Teatrale Boris Ščukin nel 1968, anno in cui ha portato in scena la sua prima rappresentazione teatrale, Fokin ha iniziato a lavorare come regista al teatro Sovremennik di Mosca, rimanendovi per 15 anni. Durante gli anni '70 e '80, Fokin si è fatto un nome nel mondo teatrale russo dirigendo spettacoli sia in questo teatro sia nel famoso teatro Ermolova. Nel 1971 ha diretto Valentin e Valentina, un'opera teatrale scritta lo stesso anno da Mikhail Roshchin. Nel 1973 invece ha diretto, sempre al Teatro Sovremmennik, le commedie An Incident with a Paginator e Twenty Minutes with an Angel. Fokin ha anche lavorato come professore al Università russa di arti teatrali dal 1975 al 1979 e alla Scuola teatrale di Cracovia dal 1993 al 1994.
Nel 1985, Fokin prende la gestione del Teatro Ermolova. Una sua commedia del 1985, Speak!, è stato il primo lavoro teatrale in Russia a prevedere la progressiva perdita di potere dell'Unione Sovietica e che la Russia sarebbe entrata in un nuovo periodo politico, segnato dalle riforme politiche ed economiche della perestrojka di Michail Gorbačëv, introdotte nel giugno 1987. Nel 1989, Fokin è stato al centro di una feroce discussione iniziata da attore del Teatro Ermolova, discussione alimentata da delle recensioni negative sulla sua commedia L'idiota, tratta dal celebre romanzo di Dostoevskij. Per questo ha lasciato la direzione del teatro e la Russia nel 1990, anno in cui è andato a dirigere in Polonia e Svizzera.
Fokin è noto per aver collaborato spesso con Vsevolod Mejerchol'd. Nel 1988 è diventato presidente della Commissione sull'eredità creativa dello stesso Mejerchol'd e nel 1991 ha fondato il Centro Mejerchol'd a Mosca, divenuto un'istituzione statale nel 1999.

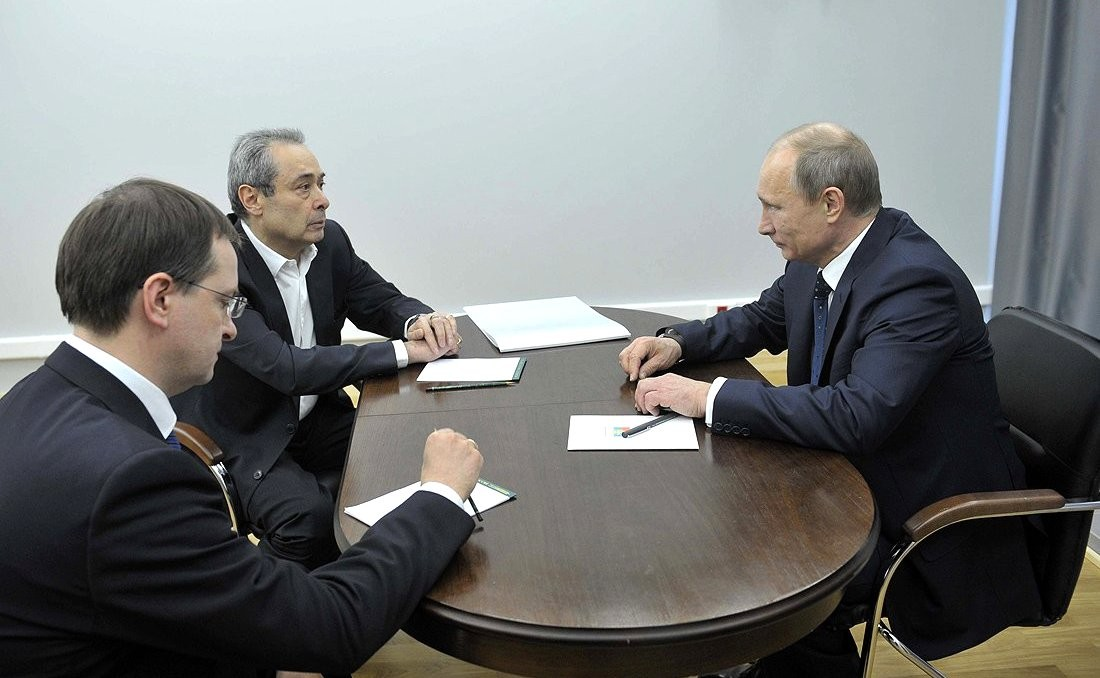
Il presidente russo Vladimir Putin, il ministro della Cultura Vladimir Medinskij e Valerij Fokin (al centro)

Nel 1994, Fokin ha prodotto lo spettacolo teatrale A Hotel Room in the Town of N, basato sul romanzo di Nikolaj Gogol', Le anime morte. Nel 1995, ha ottenuto il plauso della critica per la sua produzione teatrale La Metamorfosi al Teatro Satirikon. Lo spettacolo deriva dal romanzo di Franz Kafka del 1915, che Fokin trasformò anche in un lungometraggio nel 2002, proiettato anche ai festival di Tokyo e Mosca.
Fokin è anche uno scrittore e collaboratore del settimanale russo Kultura, che annovera tra i suoi altri dipendenti anche Fazil' Iskander.

## Stile
Fokin ha diretto spettacoli di artisti del calibro di Nabokov, Vampilov, Rozov e Albee. È noto per il suo uso di metafore drammatiche e pathos nelle sue produzioni ed egli nel ricostruire le proprie storie si basa spesso su eventi o riferimenti storici toccanti della vita reale e soprattutto della sua vita personale, che riflettono una visione prevalentemente artistica del mondo e una verità spesso paradossale. Fokin ha diretto spettacoli teatrali in Polonia, Ungheria, Germania, Finlandia, Grecia, Svizzera, Giappone, Francia e Stati Uniti.

## Premi
Fokin è stato, nel corso della sua carriera, vincitore di numerosi premi tra cui, nel 1996 con l'Artista del popolo della Federazione Russa. Il 28 febbraio 2006, Fokin ha inoltre ricevuto la decorazione per il servizio a San Pietroburgo e sempre nello stesso anno è diventato membro onorario del Consiglio presidenziale per la cultura e per le arti della Federazione Russa. Nel 2008 una sua produzione, The Marriage, ha ottenuto il premio Maschera d'oro nella categoria "Miglior Regista", mentre nel 2018 è stato insignito del Premio Europa per il teatro per la versatilità del suo lavoro, il suo eclettismo, le sue qualità anche al di fuori del settore teatrale e la sua completa dedizione alla suddetta arte.

### Premio Europa per il Teatro
Nel 2018 riceve il XVII Premio Europa per il teatro, a San Pietroburgo, con la seguente motivazione:
«La professione è come l’alfabeto: più sai usarlo, più ti permette di esprimere te stesso». Le parole di Valerij Fokin riassumono la sua concezione del teatro e – ancor più precisamente- della regia. Per questo artista russo di spicco, diplomato all’Accademia di teatro Ščukin, che ha portato la sua arte su palcoscenici prestigiosi come quelli del Sovremennik e dello Ermolova di Mosca (di cui è stato anche direttore artistico), il regista deve essere versatile, eclettico ed erudito per poter sperimentare diverse forme dell’esistenza umana e utilizzarle nella finzione drammatica. Per Valerij Fokin, il teatro non può e non deve essere ridotto a un semplice processo di intrattenimento o di promozione commerciale, ma deve servire come mezzo per permettere all’artista di acquisire un vocabolario interno ricco e variegato. La natura poliedrica di Valerij Fokin è ben nota sulla scena russa per essere riuscita a unire il vecchio e il nuovo, la filosofia e la psicologia, l’immaginazione e la tecnica. È ugualmente conosciuto per la sua abilità nell’arricchire con sintesi originale gli aspetti tradizionali delle opere teatrali più celebri. È stato presidente della Commissione istituita per preservare il lavoro di Mejerchol'd, poi diventato il centro creativo Mejerchol'd grazie al supporto dell’Unione dei Lavoratori del Teatro della Federazione Russa e l’Unione degli Architetti della Russia. Al momento dirige il teatro Aleksandrinskij di San Pietroburgo, dove si è cimentato con le opere di autori del calibro di Lermontov, Dostoevskij, Tolstoj e Gogol'. I suoi spettacoli al teatro Aleksandrinskij hanno ricevuto riconoscimenti dalla comunità russa e internazionale. Da molti anni, il direttore tiene seminari e insegna in Russia e all’estero. Nel 2023 a Valerij Fokin è stato conferito il XVII Premio Europa per il Teatro come riconoscimento per le sue concezioni rivoluzionarie in ambito sociale e istituzionale.

## Filmografia parziale
- Prevraščenie (2002)
- Petrópolis (2022)